# Delizia dei Bagni Ducali

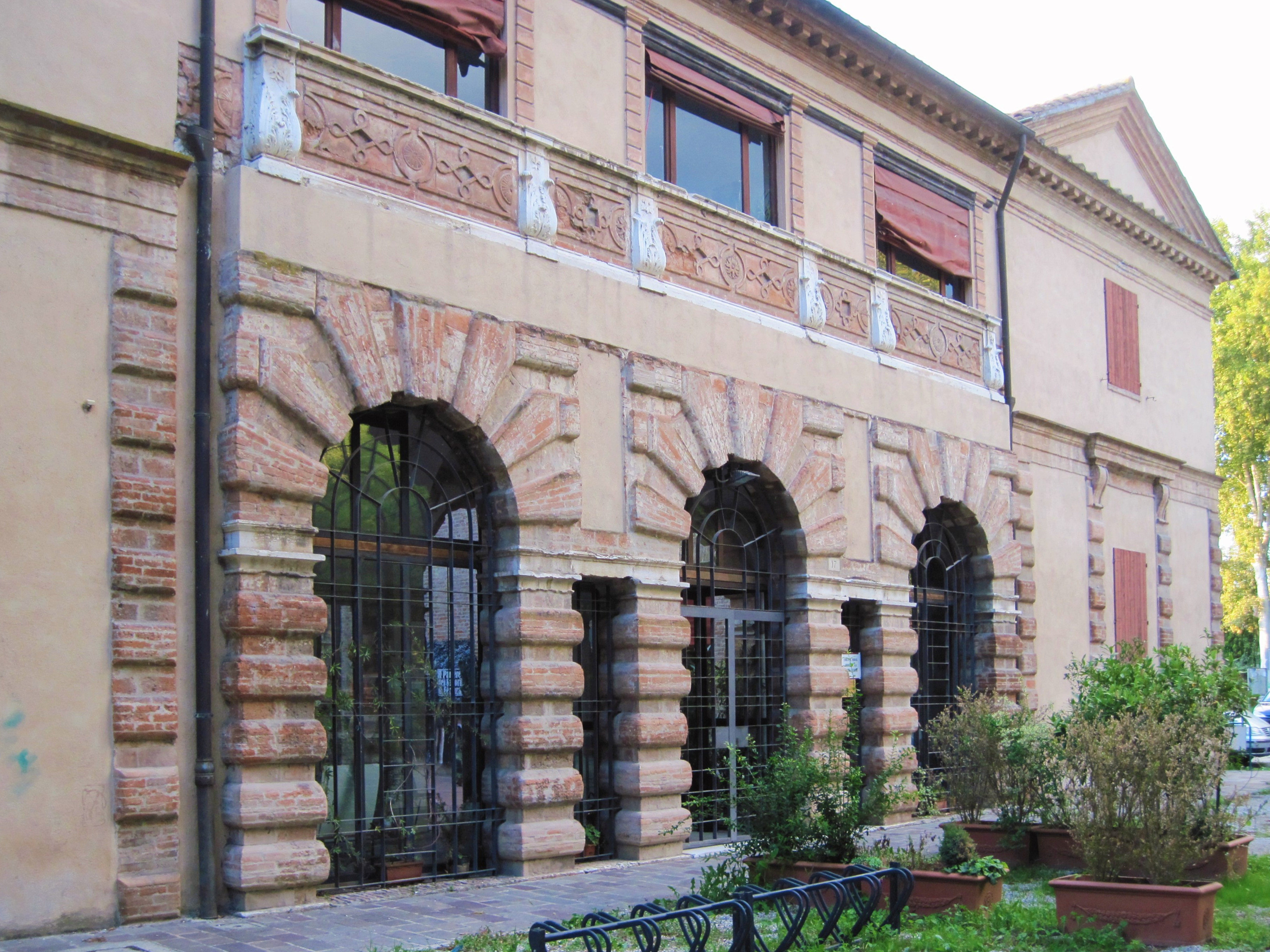
Eingangsfassade der Delizia dei Bagni Ducali

Die Delizia dei Bagni Ducali, auch Delizia della Montagna di San Giorgio genannt, ist ein kleiner Palast der D’Estes in Ferrara in der italienischen Region Emilia-Romagna. Er liegt am Viale Alfonso I. d’Este 17 am südlichen Ende der Baluardo della Montagna im Verlauf der alten Stadtmauer.

## Namensursprung
Der Name „Bagni Ducali“ bezieht sich nicht auf den eine effektive Nutzung des Palastes als Therme oder ähnliches Gebäude zur exklusiven Erbauung der Fürsten und des Hofes der D’Estes, sondern auf die Beschreibung, die uns Giuseppe Antenore Scalabrini lieferte, als er den Palast im 18. Jahrhundert als „Fabbrica del Bagno“ (dt.: Badegebäude) beschrieb, und dies wegen der zahlreichen Bäder, die dort eingebaut waren.
Die Delizia dei Bagni Ducali war dagegen, wie die anderen, ähnlichen Gebäude, ein Ort, an dem sich die Natur mit der Architektur und der Kunst vereinigte, ein Ort der Freude und Erholung. Carlo Bassi definierte ihn als „grandioso luogo di delizie“ (dt.: großartiger Ort der Freuden).

## Geschichte
Die Delizia dei Bagni Ducali ließ Fürst Ercole II. d’Este um 1541 errichten. Der Architekt war vermutlich Girolamo da Carpi. Die Ausschmückungen im Inneren, die heute zum größten Teil nicht mehr vorhanden sind, stammen von Benvenuto Tisi Garofalo, Camillo Filippi, Battista Dossi und Girolamo da Carpi.

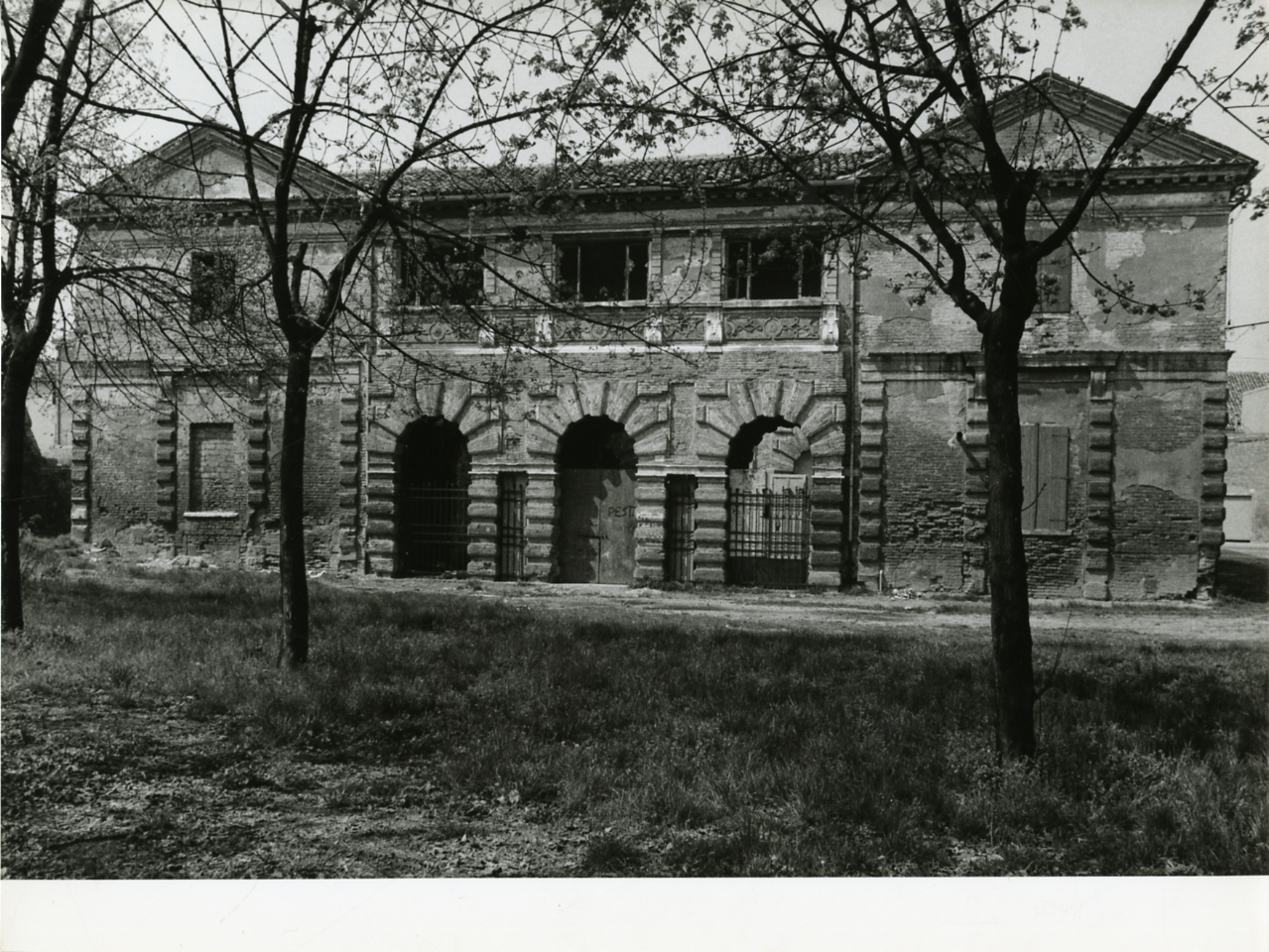
Delizia dei Bagni Ducali in Ferrara auf einem Foto von Paolo Monti (1969).

Der kleine Palast war einmal einer der schönsten „Delizias“ der D’Estes in Ferrara und diente dem Adelsgeschlecht seit seinem Bau bis zum Ende des 16. Jahrhunderts; danach verfiel er langsam. Die Truppen Napoleons verursachten weitere Schäden, als sie das einst glänzende Renaissancegebäude zu einer Kaserne machten.
Ludovico Ariosto sah und besuchte sowohl den Palast als auch die Gärten und in seinem Rasenden Roland setzte er diese Bilder ein, um das Paradies auf Erden zu beschreiben.

### Heutige Situation
Heute sind in dem Palast, der der Stadt Ferrara gehört, Zweigstellen der Stadtverwaltung (für Kulturveranstaltungen und Tourismus, sowie für Friedenspolitik) untergebracht.

## Beschreibung
Das Gebäude hat einen Innenhof und erinnert daher an ein römisches Haus. Die elegantere Hauptfassade zeigt zum „Montagnone“ hin, also zum inneren Teil des Baluardo della Montagna; sie zeigt im Erdgeschoss den Eingang, der aus drei Portalen besteht, die von rustikalen Bögen umgeben sind, und im Hauptgeschoss eine Loggia mit drei breiten Fenstern. Auf beiden Seiten befinden sich schöne symmetrische Flügel mit einem Tympanon darüber, wie ein griechischer Tempel.
Der Palast war ursprünglich mit wertvollen Gärten umgeben, die Labyrinthe, mit Pergolen abgedeckte Passagen, Volieren, Pflanzgattern und Verzierungen aus Marmor, wie Statuen und ein Springbrunnen, ausgestattet waren. Die äußeren Teile des Gebäudes wurden sofort nach der Abschaffung des Hauses D’Este beim Herrschaftsübergang an den Kirchenstaat im 17. Jahrhundert zerstört.